# Саут-Білойт (Іллінойс)
Саут-Білойт (англ. South Beloit) — місто (англ. city) в США, в окрузі Віннебаґо штату Іллінойс. Населення — 7989 осіб (2020).

## Географія
Саут-Білойт розташований за координатами 42°28′51″ пн. ш. 89°1′45″ зх. д. / 42.48083° пн. ш. 89.02917° зх. д. (42.480957, -89.029098).  За даними Бюро перепису населення США в 2010 році місто мало площу 15,88 км², з яких 15,28 км² — суходіл та 0,60 км² — водойми.

## Демографія
Згідно з переписом 2010 року, у місті мешкали 7892 особи в 3008 домогосподарствах у складі 2067 родин. Густота населення становила 497 осіб/км².  Було 3385 помешкань (213/км²).
Расовий склад населення:
| - 87,4 % — білих - 4,0 % — чорних або афроамериканців - 1,6 % — азіатів - 0,4 % — корінних американців - 3,6 % — осіб інших рас |

До двох чи більше рас належало 3,0 %. Частка іспаномовних становила 7,7 % від усіх жителів.
За віковим діапазоном населення розподілялося таким чином: 28,5 % — особи молодші 18 років, 60,8 % — особи у віці 18—64 років, 10,7 % — особи у віці 65 років та старші. Медіана віку мешканця становила 34,1 року. На 100 осіб жіночої статі у місті припадало 95,3 чоловіків;  на 100 жінок у віці від 18 років та старших — 93,5 чоловіків також старших 18 років.
Середній дохід на одне домашнє господарство  становив 64 371 долар США (медіана — 64 525), а середній дохід на одну сім'ю — 71 560 доларів (медіана — 68 823). За межею бідності перебувало 10,1 % осіб, у тому числі 12,4 % дітей у віці до 18 років та 3,5 % осіб у віці 65 років та старших.
Цивільне працевлаштоване населення становило 3836 осіб. Основні галузі зайнятості: виробництво — 32,0 %, освіта, охорона здоров'я та соціальна допомога — 15,6 %, роздрібна торгівля — 13,9 %.